# حمیده مروج فرشی

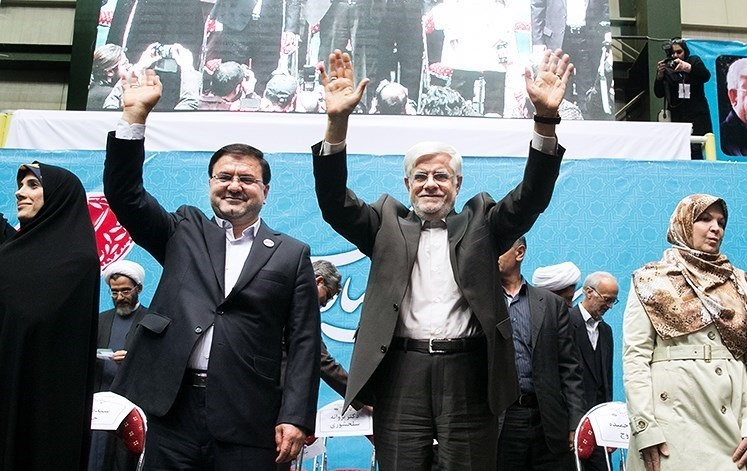
حمیده مروج فرشی (سمت راست با مانتوی سفید) - ۲۰۱۶

حمیده مروج فرشی (زادهٔ ۱۳۳۵ در یزد) پزشک ایرانی، استاد دانشگاه علوم پزشکی شهید بهشتی و رییس مرکز تحقیقات پوست این دانشگاه و همسر محمدرضا عارف است. او از اعضای هیئت مؤسس بنیاد امید ایرانیان است و ریاست شورای زنان را در این بنیاد بر عهده دارد.
مروج مجری پروژهٔ «پوستِ جایگزین» یا «پوست ترمیمی» یا آلواسکین است که یک فناوری مهم در درمان زخم‌ها و سوختگی‌هاست.
زمزمه‌هایی از حضور مروج در انتخابات مجلس دهم وجود داشت و یک کمپین تبلیغاتی فیس‌بوکی هم برای دعوت از او ایجاد شده بود، اما او نهایتاً اعلام کرد که تمایلی به نامزدی ندارد.

## زندگی
حمیده مروج متخصص پوست و مو است. موفقیت‌های تحصیلی او در مدرسه زبانزد بود و در دانشگاه و قبولی در رشتهٔ پزشکی به اوج خود رسید. وی همچنین قبل از انقلاب عضو انجمن اسلامی دانشجویان در شیراز بود. او اکنون به عنوان پزشک متخصص و عضو هیئت علمی در دانشگاه علوم پزشکی شهید بهشتی فعالیت می‌کند. عضو هیئت علمی دانشگاه علوم پزشکی شهید بهشتی، استاد تمام پوست دانشگاه علوم پزشکی شهید بهشتی، عضو هیئت مرکز تحقیقات لیزر در پزشکیِ دانشگاه علوم پزشکی شهید بهشتی، فلوشیپ درماتوپاتولوژی (آسیب‌شناسی پوست) و همچنین دارای ۶۰ مقالهٔ داخلی و خارجی و سخنران همایش‌های داخلی و خارجی می‌باشد؛ و به عنوان اولین مبتکر تولید «پوست ترمیمی» در میان متخصصان این رشته زنی موفق و نام‌آشنا است.
پیش از انقلاب و در زمانی که عارف به عنوان دبیر انجمن اسلامی ایران در آمریکا فعال بوده‌است، طی نامه‌ای به انجمن‌های ایران می‌خواهد که دختری را برای ازدواج با او معرفی کنند. در پی این نامه، حمیده مروج، که در آن زمان ۲۱ ساله بوده‌ است، به او معرفی می‌شود و با هم ازدواج می‌کنند. حاصل ازدواج محمدرضا عارف و حمیده مروج سه فرزند پسر است.
محمدرضا عارف، هنگام ثبت‌نام در انتخابات ریاست‌جمهوری ایران (۱۳۹۲) و نیز انتخابات مجلس شورای اسلامی (۱۳۹۵–۱۳۹۴)، همراه با همسرش در ستاد انتخاباتی وزارت کشور حضور پیدا کرد.

## آثار
- کاربردهای بالینی بیوپلیمرها، مصطفی رضایی طاویرانی، حمیده مروج فرشی، زهره تهرانچی‌نیا، منصوره برزگر، تهران: اندیشهٔ ظهور، ۱۳۸۶